# Siegmund Peak
Der Siegmund Peak ist ein Berg in der Asgard Range im ostantarktischen Viktorialand. Gemeinsam mit dem nördlich gelegenen Siegfried Peak bildet er einen Bergsattel an der Ostseite des Eingangs zum Odin Valley.
Das New Zealand Antarctic Place-Names Committee benannte ihn nach Siegmund, Vater des Siegfried von Xanten aus der Nibelungensage.